# Titularbistum Britonia
Britonia ist ein Titularbistum der römisch-katholischen Kirche. Der Name wird von der historischen Region Britonia abgeleitet.
Es geht zurück auf ein früheres Bistum in Galicien im Nordwesten Spaniens, das als Suffragandiözese der Kirchenprovinz Braga zugeordnet war und aus dem auch das heutige Bistum der Stadt Mondoñedo hervorging.
| Titularbischöfe von Britonia |                         |                                            |                   |                   |
| Nr.                          | Name                    | Amt                                        | von               | bis               |
| 1                            | Eugene O’Callaghan      | emeritierter Bischof von Clogher (Irland)  | 28. November 1969 | 26. Januar 1971   |
| 2                            | John Brewer             | Weihbischof in Shrewsbury (Großbritannien) | 31. Mai 1971      | 17. November 1983 |
| 3                            | Edward Joseph O’Donnell | Weihbischof in Saint Louis (USA)           | 6. Dezember 1983  | 8. November 1994  |
| 4                            | Paweł Cieślik           | Weihbischof in Koszalin-Kołobrzeg (Polen)  | 3. Dezember 1994  |                   |